# Alibi (1929)
Alibi é um filme norte-americano de 1929, do gênero policial, dirigido por Roland West e estrelado por Chester Morris e Harry Stubbs.

## Produção
Alibi é a primeira experiência sonora do diretor Roland West, que costumava financiar, produzir e dirigir seus filmes. West era uma figura misteriosa, que filmava em sigilo e somente à noite.
O filme é um dos melhores entre os primeiros filmes de gângsteres pós-era muda e recebeu excelentes críticas quando de seu lançamento. Como era comum nas produções iniciais do cinema sonoro, boas sequências mudas convivem com diálogos frequentemente pesados, mas, apesar de ter envelhecido, os cenários, a iluminação e a direção de arte são impactantes.
Alibi foi o primeiro filme falado de Chester Morris, bem como sua estreia como ator adulto. Seu desempenho valeu-lhe uma indicação ao Oscar, a única que recebeu em sua carreira. A produção recebeu outras duas indicações, inclusive a de Melhor Filme.

## Sinopse
O gângster Chick Williams deixa a prisão e reencontra seus companheiros de crime. Durante um roubo, um agente policial é morto e as suspeitas recaem sobre Chick. Ele, então, usa a filha de outro policial, com quem se envolve, para sustentar seu álibi.

## Prêmios e indicações
| Prêmio | Categoria                                                        | Situação |
| ------ | ---------------------------------------------------------------- | -------- |
| Oscar  | Melhor Filme Melhor Ator (Chester Morris) Melhor Direção de Arte | Indicado |

## Elenco
| Ator/Atriz       | Personagem            |
| ---------------- | --------------------- |
| Chester Morris   | Dick Williams         |
| Harry Stubbs     | Buck Bachman          |
| Mae Busch        | Daisy Thomas          |
| Eleanor Griffith | Joan Manning Williams |
| Regis Toomey     | Danny McGann          |
| Purnell Pratt    | Sargento Pete Manning |
| Irma Harrison    | Toots                 |